# Kostel svaté Alžběty Uherské (Teplice)
Kostel svaté Alžběty Uherské v Teplicích-Šanově, přesněji čtvrti Krajina (německy Krainske), je novogotickou sakrální stavbou nacházející se v lázeňském parku teplické čtvrti Šanov. Kostel je orientován k severu. Vzhledem ke svažitému terénu je kostel směrem k jihu umístěn na terase. Od roku 1990 je ve správě komunity salesiánů z teplického děkanství. Je pravidelně využíván, avšak nachází se ve velmi špatném technickém stavu.

## Historie

### Okolnosti vzniku
O stavbě kostela se začalo uvažovat v době soupeření dvou sousedních lázeňských – města Teplice (německy Teplitz) a obce Šanov (německy Schönau). Šanovští radní usilovali o povýšení Šanova na město, k čemuž byl ale zapotřebí katolický kostel, který dosud v obci nebyl, bylo jej proto třeba zbudovat. Myšlence na stavbu nového kostela byl nakloněn i majitel teplického panství Edmund Clary-Aldringen, který stavbu kostela podpořil i finančně – věnoval Šanovu 6 % zisku z prodeje Lázeňského sadu (německy Curgarten), což činilo 3150 zlatých.
Za architekta kostela byl vybrán tehdy již věhlasný vídeňský architekt Heinrich von Ferstel, který projekt zhotovil téměř zadarmo. Není jasné, jak se k realizaci tohoto díla dostal, autoři webových stránek teplice-teplitz.net se domnívají, že se tak mohlo stát přičiněním výše zmíněného Edmunda Clary-Aldringena, který se v té době velmi často pohyboval ve Vídni.

### Stavba
Stavba byla zahájena v roce 1862, avšak základní kámen byl položen až 18. listopadu 1864, jak dokládá mramorová pamětní deska pod schodištěm kostela. Zadavatelem stavby byla obec Šanov. Dokončení kostela se protáhlo na patnáct let, takže byl dokončen až k roku 1877. Délka výstavby byla způsobena tím, že stavba, kromě pozemku, byla financována z darů a výtěžků ze sbírek; navíc musela být v době Prusko-rakouské války pozastavena (v průběhu války v ní byli mj. ubytováni vojáci). Časopis Method, věnující se křesťanskému umění, udával v roce 1877 celkové výdaje na stavbu kostela ve výši 120 000 zlatých.
Kostel je postaven z režného cihlového zdiva, kamenná podezdívka jižní předsíně je z lomového kamene. Na vlastní předsíň byly použity pískovcové kvádry. Kamenné jsou pak kružby a další kamenické články jako jsou fiály, kříž nad západním štítem a portály.
Hranolová čtyřpatrová věž na severním zakončení západní lodi byla přistavěna v letech 1886 až 1888, a je přístupná vlastním západním ústupkovým portálem. Autorem věže je Ferstelův žák Hermann von Riewel, jejím stavitelem se stal šanovský starosta Franz Kerl.

### Mezidobí
V roce 1956 se ve vstupu do kostela natáčel film Dědeček automobil. V průběhu 50. a 60. let působil v tomto kostele 30členný chrámový sbor a dětský sbor, který měl 24 členů. Chrámový sbor později přešel do kostela Božského srdce Páně v Teplicích – Trnovanech.

### Opravy na přelomu 60. a 70. let

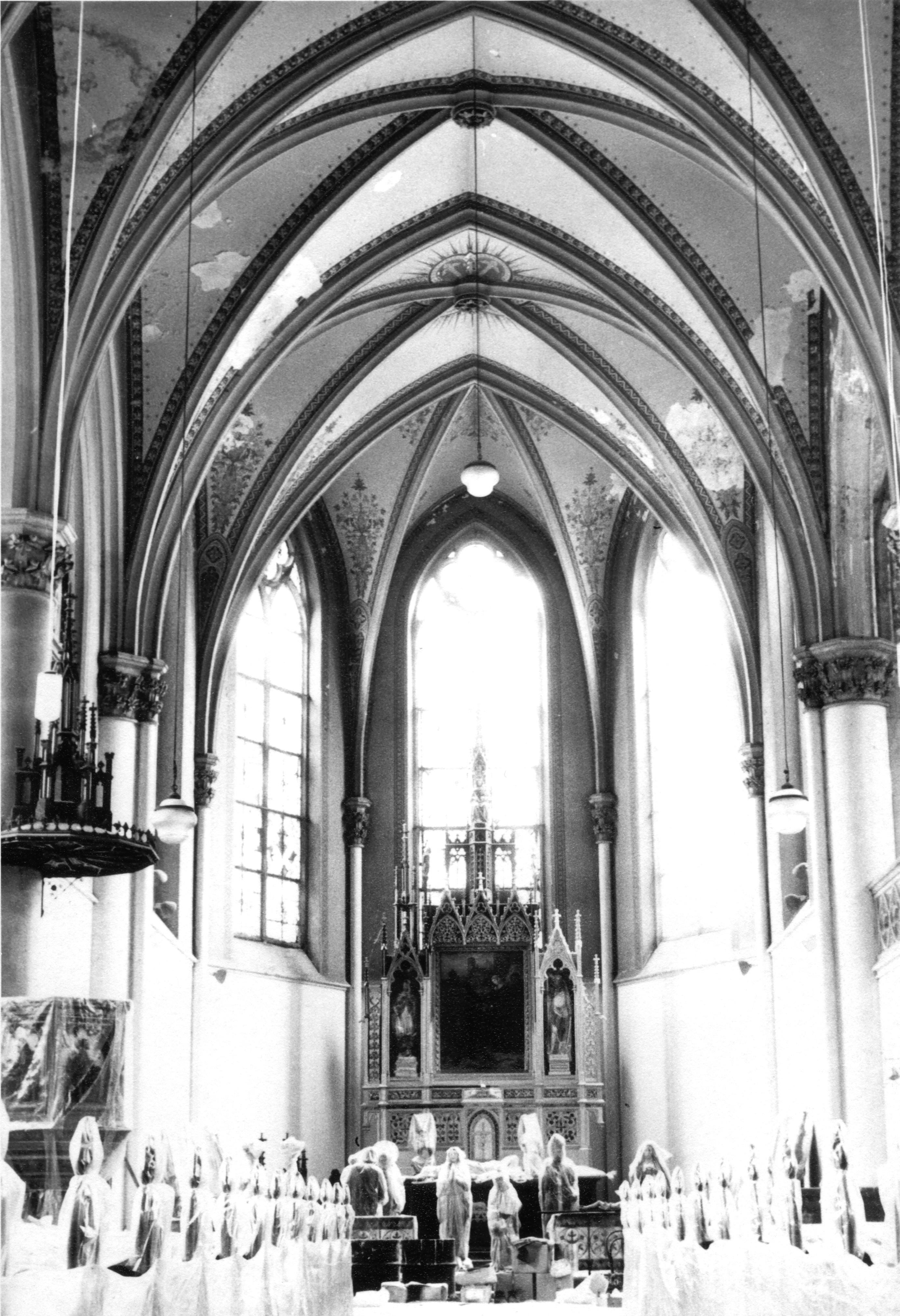
Fotografie z rekonstrukce kostela v letech 1967-69. Zajímavá je původní výmalba v presbytáři, která byla během dalších let nahrazena jednoduchým žlutým nátěrem.

Mezi lety 1967 a 1969 byl kostel zásluhou R.D. Tomáše Holoubka zachráněn před demolicí, neboť byl v havarijním stavu, zejm. kvůli závažným poruchám statiky. V podlaze a v prostoru pod klenbami byla umístěna ocelová táhla a základové konstrukce byly posíleny betonovým blokem po obvodu kostela. V roce 1969 rekonstrukce pokračovala pod vedením P. Jana Roba, SDB částečnou opravou střechy a okapů. Během působení P. Antonína Hladkého, SDB proběhly opravy věže, elektroinstalací, oken, hromosvodů a vnitřní výmalby kostela.

### Po roce 1989
V září 1997 proběhly oslavy 120 let od vysvěcení kostela. Při této příležitosti instaloval městský úřad před kostel barokní sochu sv. Jana Nepomuckého z roku 1722 (sokl je ale starší – z roku 1654). Slavnostní bohoslužbu před výročím vysvěcení kostela celebroval tehdejší litoměřický generální vikář Mons. Karel Havelka. Během hlavní oslavy výročí – v úterý 30. září 1997 – sloužil P. Dr. Josef Šedivý O.Cr., který prožil mládí v Teplicích. Při této příležitosti zároveň udílel novokněžské požehnání.
V srpnu 2020 bylo provedeno statické zajištění nosných konstrukcí nad dveřmi do sakristie a vrcholů kleneb zdiva podpírajícího kůr, které byly v havarijním stavu.

## Popis stavby
Kostel je koncipován jako cihlové síňové trojlodí s hranolovou věží po boku presbytáře, který má stejnou výšku a šířku s hlavní lodí. Hlavní loď kryje vysoká sedlová střecha, nad presbytářem zvalbená (zkosená). Ve štítu průčelí, nad rozetovým oknem, je v nice umístěna socha sv. Alžběty Uherské (Durynské) pečující o nemocného, jejímž autorem je vídeňský sochař Peter Kastlunger. Pod schodištěm je osazena pamětní deska položení základního kamene.
Jižní předsíň je otevřená, z obou boků přístupná schodištěm. Po obou stranách hlavní lodi jsou předsazené opěráky, vyvrcholené fiálami, překračující předsíň. Jižní stěny bočních lodí prolamují okna tvaru sférického trojúhelníka s trojlaločnými kružbami. Boční lodi mají pultové střechy s kolmými trojúhelnými štíty nad každým oknem. Výrazně vysoké třetí zvonové patro je otevřeno vysokými okny bez zasklení. Uvnitř se nachází ocelová zvononosná konstrukce s jedním zvonem. Nad čtvrtým patrem s trojitými okny na každém boku je vysoká jehlancová střecha s trojúhelníkovými štíty se zbytky ciferníků hodin. Nefunkční hodinový stroj je k roku 2025 vystaven v boční lodi kostela. Závěr východní boční lodi tvoří sakristie s oratoří v prvním patře. Přístupné jsou od východního portálku šnekovým schodištěm v přiložené věžici. Boční okna trojlodí jsou vysoká, se středními pruty a kružbami. Interiér je sklenut křížovými klenbami na válcové sloupy.

### Nasvícení exteriéru

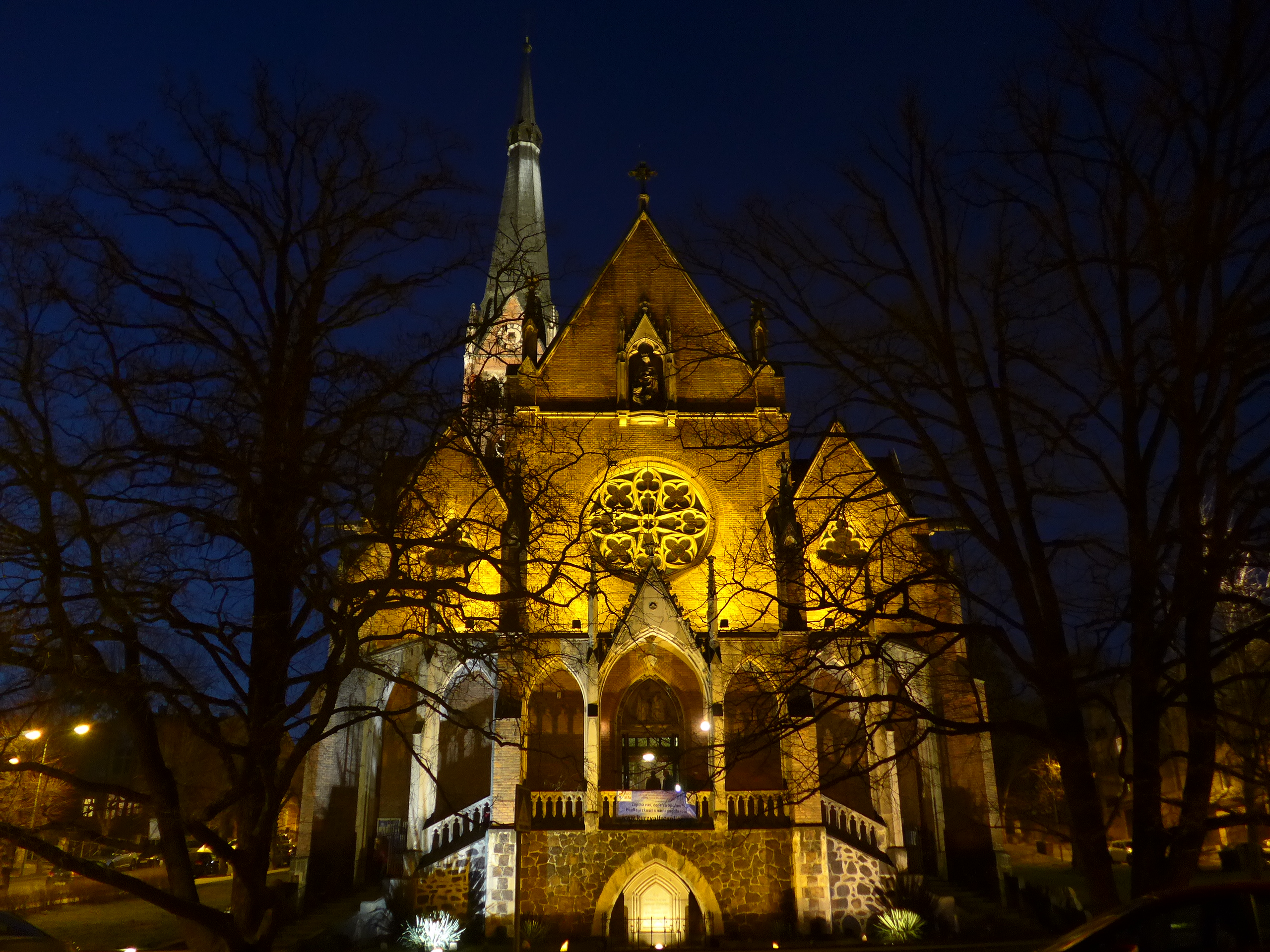
Večerní nasvícení kostela

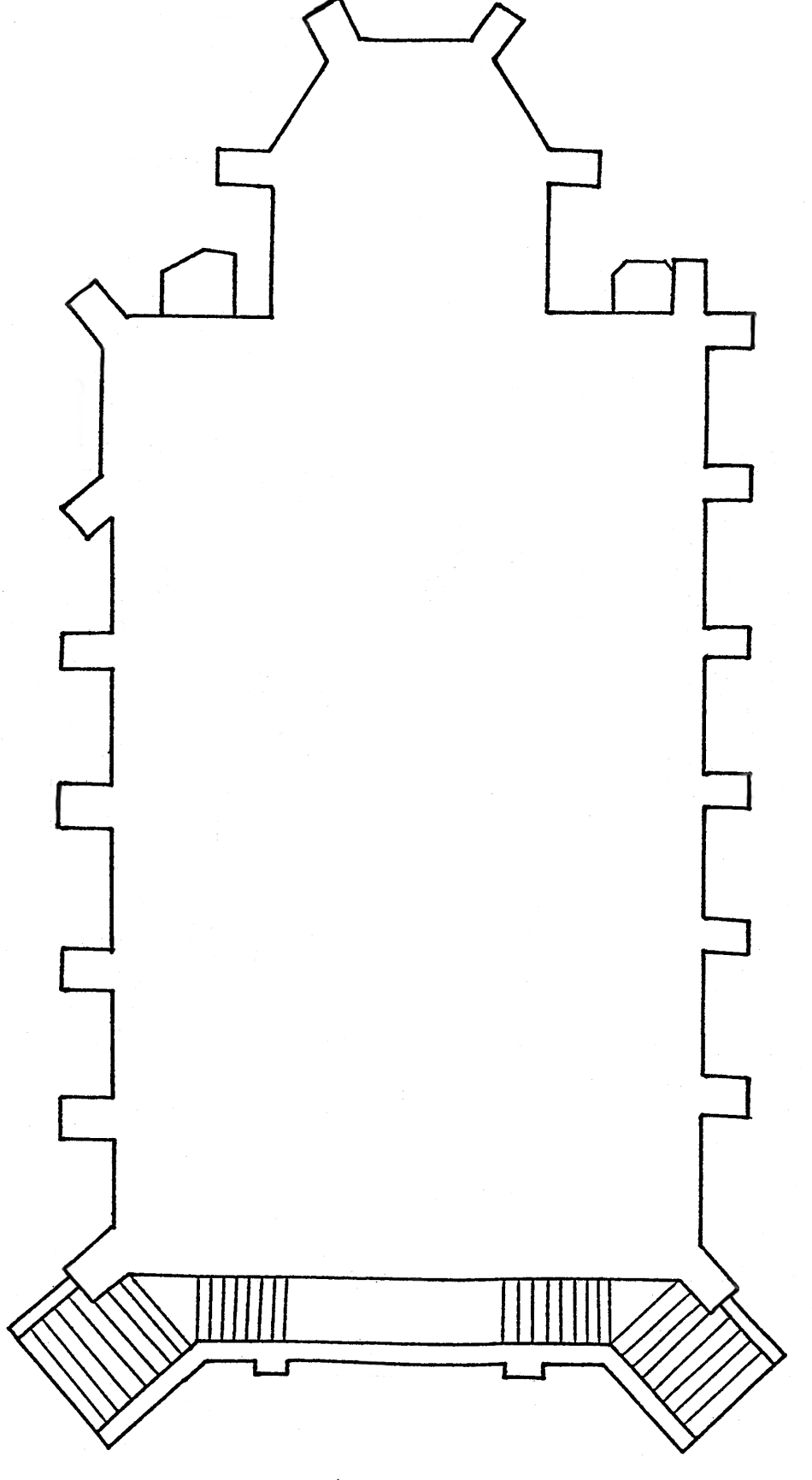
Půdorys kostela

V druhé polovině roku 2011 byl kostel nasvícen soustavou čtyřiceti výbojkových svítidel, kombinujících různě barevná světla, čímž vynikne architektura a členitost kostela.

### Vybavení interiéru
Vybavení kostela je novogotické, vesměs původní. Autorem oltářů a kazatelny je linecký mistr Engelbert Westreicher. V době svěcení kostela byl v kostele toliko hlavní oltář, boční byly pořízeny později. Staré oltáře (hlavní i boční) byly v minulosti necitlivě přetřeny. Nový obětní stůl pochází ze 70. let 20. století, vytvořil ho modlanský farář P. Alois Švec SDB.
Repliky vitráží byly osazovány v letech 2000–2005, původní okna byla velmi silně a nenávratně poškozena, mj. vandaly, kteří do nich házeli kameny.

### Varhany
Autorem vzácných pozdně romantických varhan je rakouský varhanář Josef Breinbauer z Ottensheimu u Lince. Tento nástroj je jeho nejstarším a zároveň jedním ze čtyř samostatně dochovaných děl tohoto varhanáře vůbec, proto je jejich umělecká hodnota velmi vysoká. Již v době pořízení se uvádělo, že půjde o jeden z nejzdařilejších nástrojů v Čechách. Jde o relativně velký dvoumanuálový mechanický nástroj s dvaceti rejstříky, postavený v letech 1876–7, který se dochoval v téměř původním stavu. O jeho vybudování bylo rozhodnuto na zasedání Kirchenkomitee (kostelní výbor) dne 10. března 1876, kdy provádějící architekt (Hermann Riewel) předložil komisi kresebný návrh prospektu varhan. O tři měsíce později bylo rozhodnuto, že stavbu varhan provede firma Breinbauer und Sohn. Varhany byly dokončeny již v roce 1877  za cenu 5 000 zlatých. Varhanní skříň vyrobila firma Engelberta Westreichera z Lince, která dodala i další dřevěný inventář kostela (oltáře, kazatelna, křížová cesta).
Není zřejmé, jak se varhanář, tvořící hlavně v Rakousku a česko-rakouském pohraničí, dostal na sever Čech. Litoměřický diecézní organolog Radek Rejšek nabízí hypotézu, že Breibauera doporučil některý z vlivných lázeňských hostů. Naproti tomu v odborném recenzovaném časopise Monumentorum custos to Vít Honys staví do souvislosti s faktem, že celý projekt kostela vznikal ve vídeňském prostředí – a s tím souvisejícími referencemi. Jako další důvod uvádí pozitivní zkušenost s Breinbauerovým nástrojem v kostele sv. Vojtěcha v Ústí nad Labem, jež byl dokončen roku 1875.
Varhanní skříň je jednotná, rozdělená na dvě symetrické části po stranách rozety; zabírá celou šíři hlavní lodi. Nese typické gotické ozdobné prvky. Převažující barvou povrchu skříně je tmavě olivová, některé dekory jsou zvýrazněny modrou nebo červenou barvou, případně zlacením. Barevně tak varhany korespondují s tehdejší barevností ostatního mobiliáře kostela.
Na východní části skříně se dochovaly nápisy vyrýpané do dřeva kalkanty v době před elektrifikací nástroje. Nejstarší nalezený nápis je z roku 1896.
V kostele byl v minulosti (na přelomu 1. a 2. dekády 21. století) pořádán benefiční festival Teplické varhanní léto, který pořádal Nikola Bojčev ve spolupráci s teplickým děkanstvím. Výtěžek koncertů byl určen na rekonstrukci chátrajícího kostela a zejm. varhan.

##### Dispozice
| I. manuál (Hauptwerck) |               |         |
| 1.                     | Bourdon       | 16'     |
| 2.                     | Principal     | 8'      |
| 3.                     | Flöte         | 8'      |
| 4.                     | Gedeckt       | 8'      |
| 5.                     | Salicional    | 8'      |
| 6.                     | Octave        | 4'      |
| 7.                     | Spitzflöte    | 4'      |
| 8.                     | Rauschquinte  | 2 ⅔' 2× |
| 9.                     | Progressio 4× | 2'      |

| II. manuál (Oberwerck) – v žaluziích |                  |                                   |
| 14.                                  | Lieblich Gedeckt | 8'                                |
| 15.                                  | Gamba            | 8'                                |
| 16.                                  | Neozn.           | 8' (přesaz. Salicionál z I. man.) |
| 17.                                  | Fugara           | 4'                                |
| 18.                                  | Flautino         | 2'                                |
| 19.                                  | Mixtura 2        | ⅔' 4× (dnes (2021) 3×)            |

| Pedál |              |         |
| 27.   | Subbas       | 16'     |
| 28.   | Violon       | 16'     |
| 29.   | Pombard      | 16'     |
| 30.   | Principalbas | 8'      |
| 31.   | Quintbas 2×  | 6' + 4' |

### Zvony
Původně měl kostel čtyři zvony, do dnešních dní se dochoval pouze jediný, nejmenší. První várka zvonů byla požehnána 30. srpna 1888 litoměřickým biskupem Dr. Schöbelem za přítomnosti místní honorace, včetně knížete Edmunda Clary-Aldringena. Zvony byly ulity c. k. dvorním zvonařem Peterem Hilzerem z Vídeňského Nového Města, vážily 1550 kg, 950 kg, 550 kg a 250 kg. Poslední – nejmenší a jediný dochovaný – nese jméno Roberta Antona Salm-Reifferscheidta. Zbylé zvony nepřežily válečné rekvizice za I. světové války. Po skončení byly pořízeny tři nové zvony, pojmenované sv. Alžběta, sv. Antnonín a zvon Hrdinů, které byly vysvěceny 27. května 1923 litoměřickým biskupem Grossem. Ty byly opět zrekvírovány za II. světové války. Poté už nové pořízeny nebyly.

## Galerie

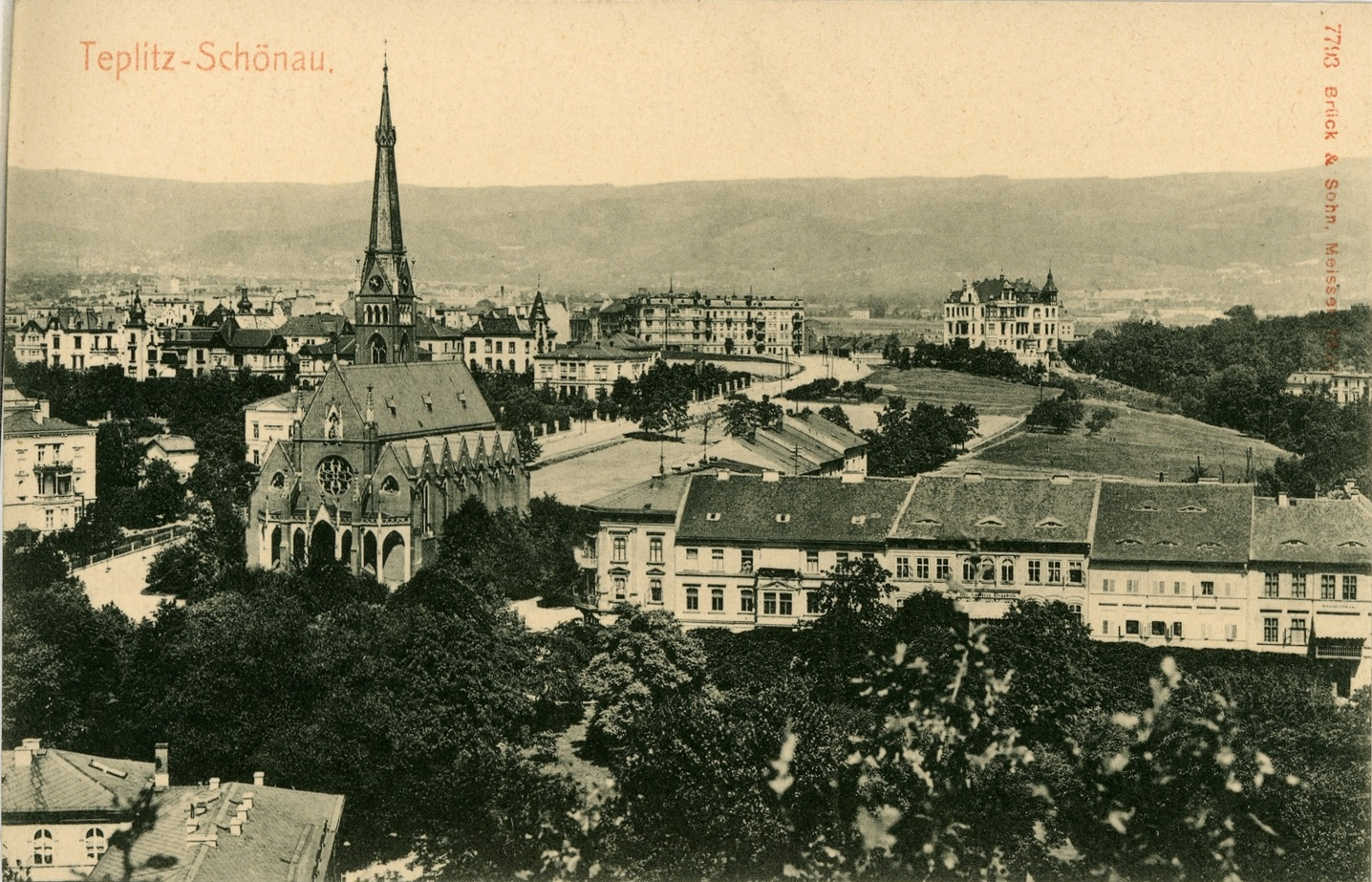
Kostel a okolí v roce 1906
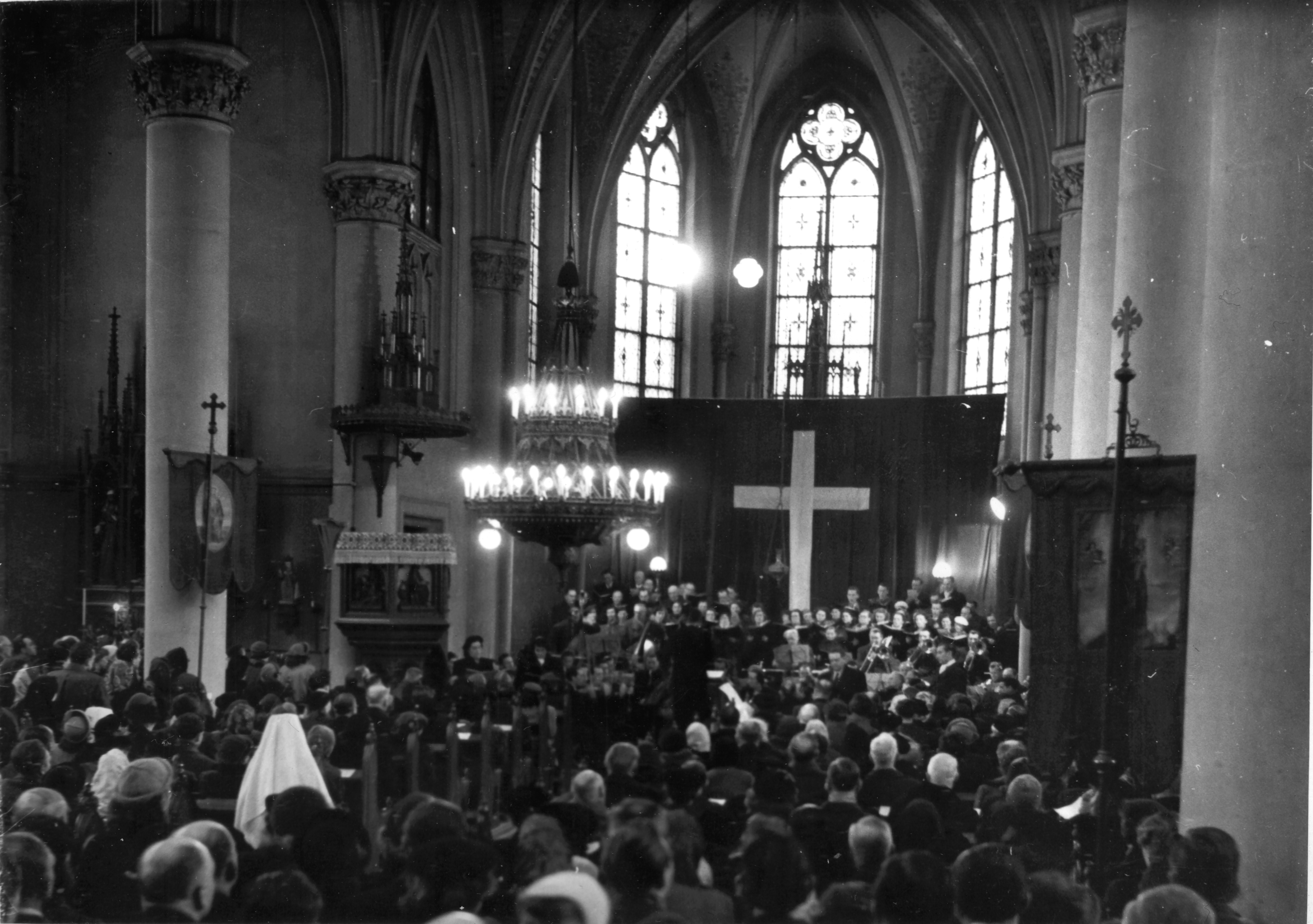
Interiér kostela zřejmě v 50. letech
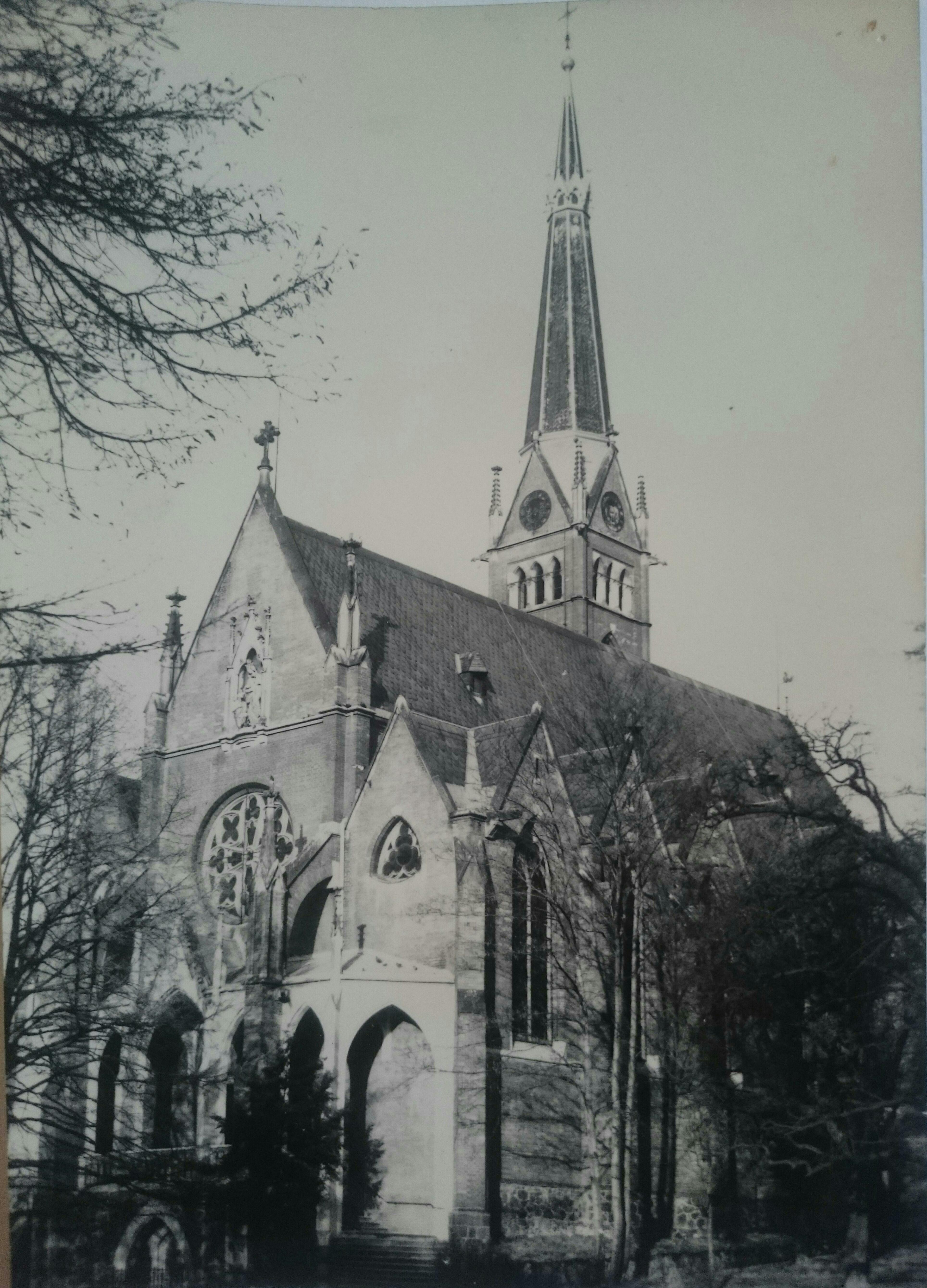
Pohled z JV po roce 1969, zřejmě v 70. letech
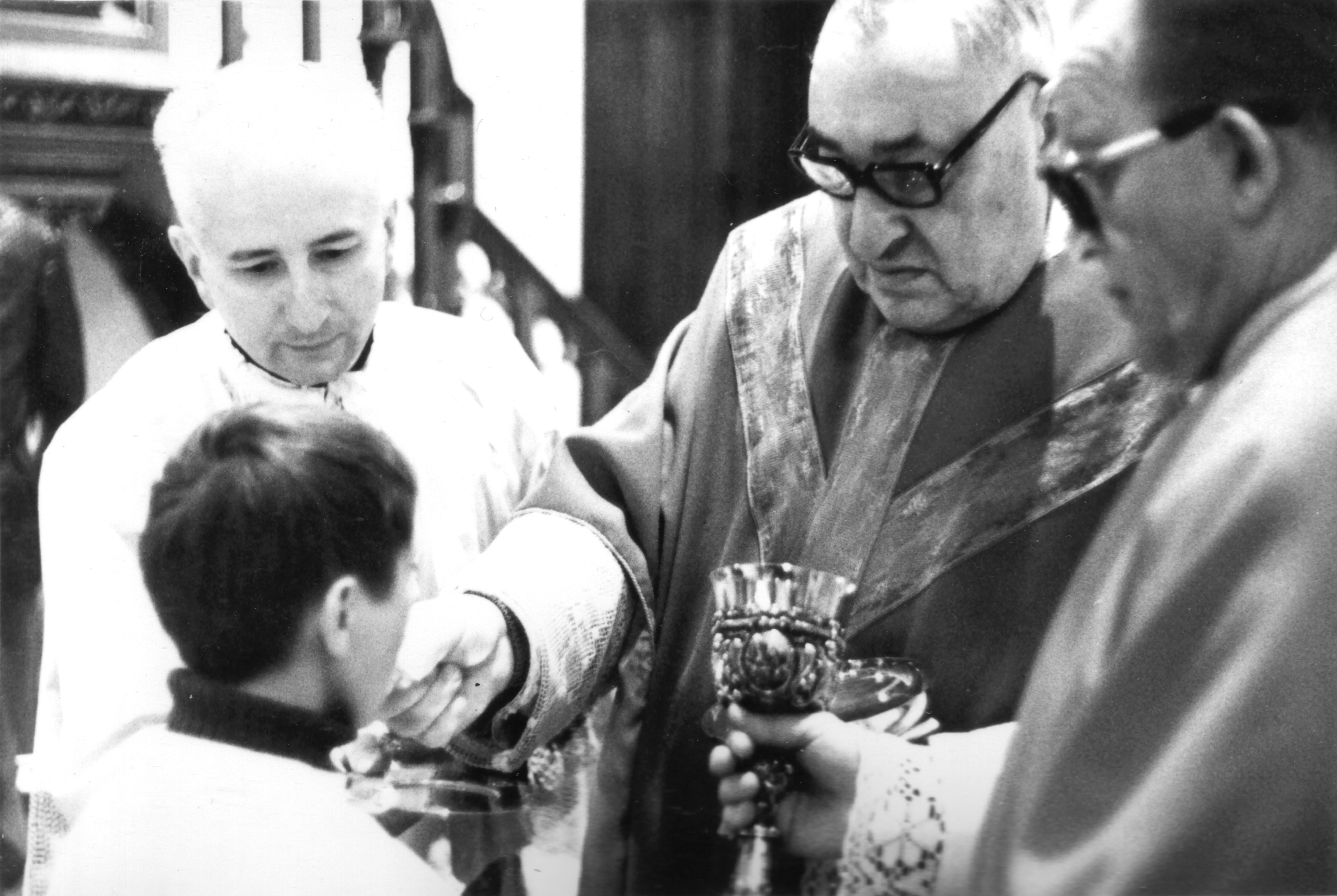
Štěpán kardinál Trochta a Josef Rýdel v kostele sv. Alžběty počátkem 70. let
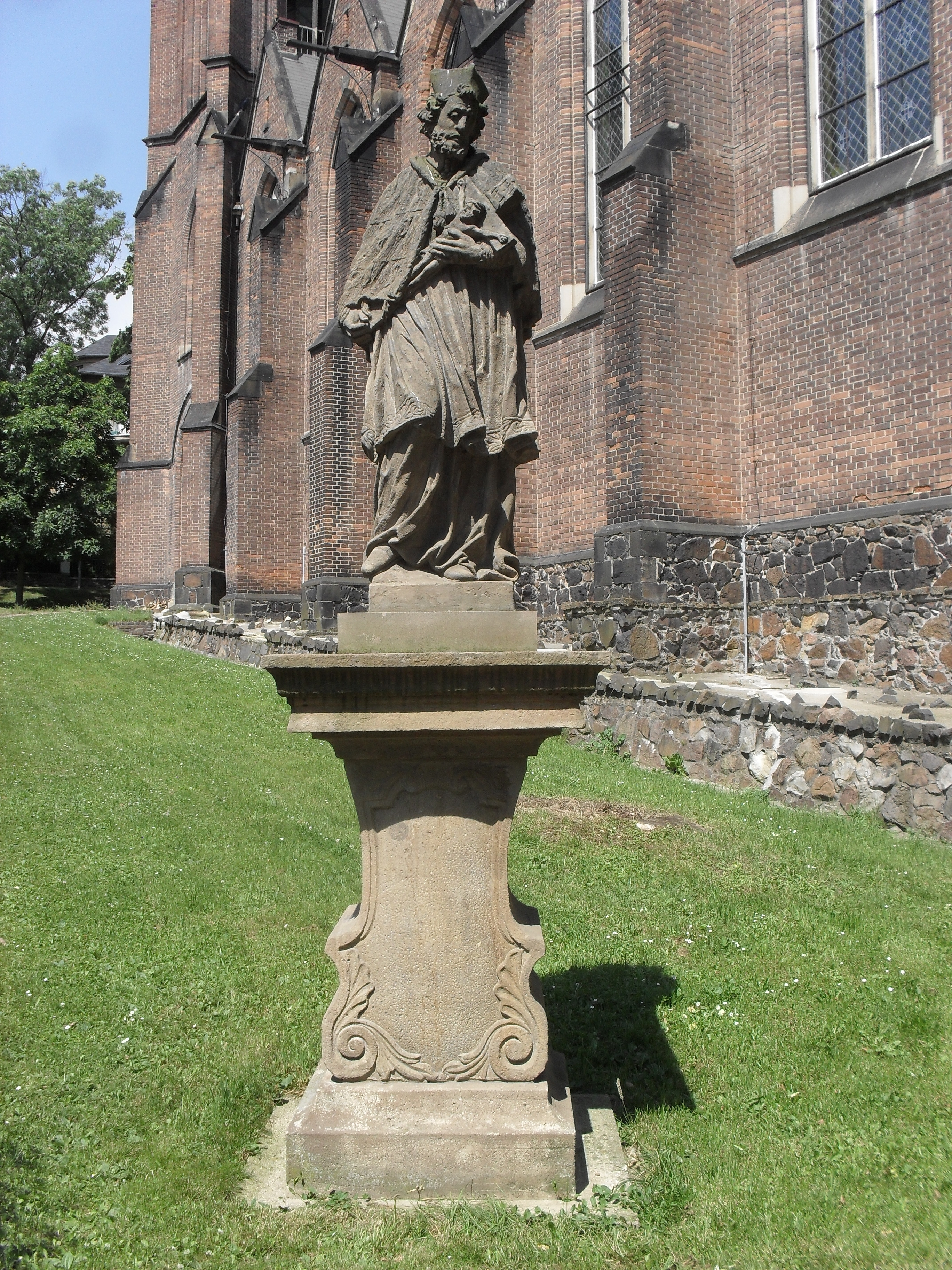
Barokní socha sv. Jana Nepomuckého před kostelem
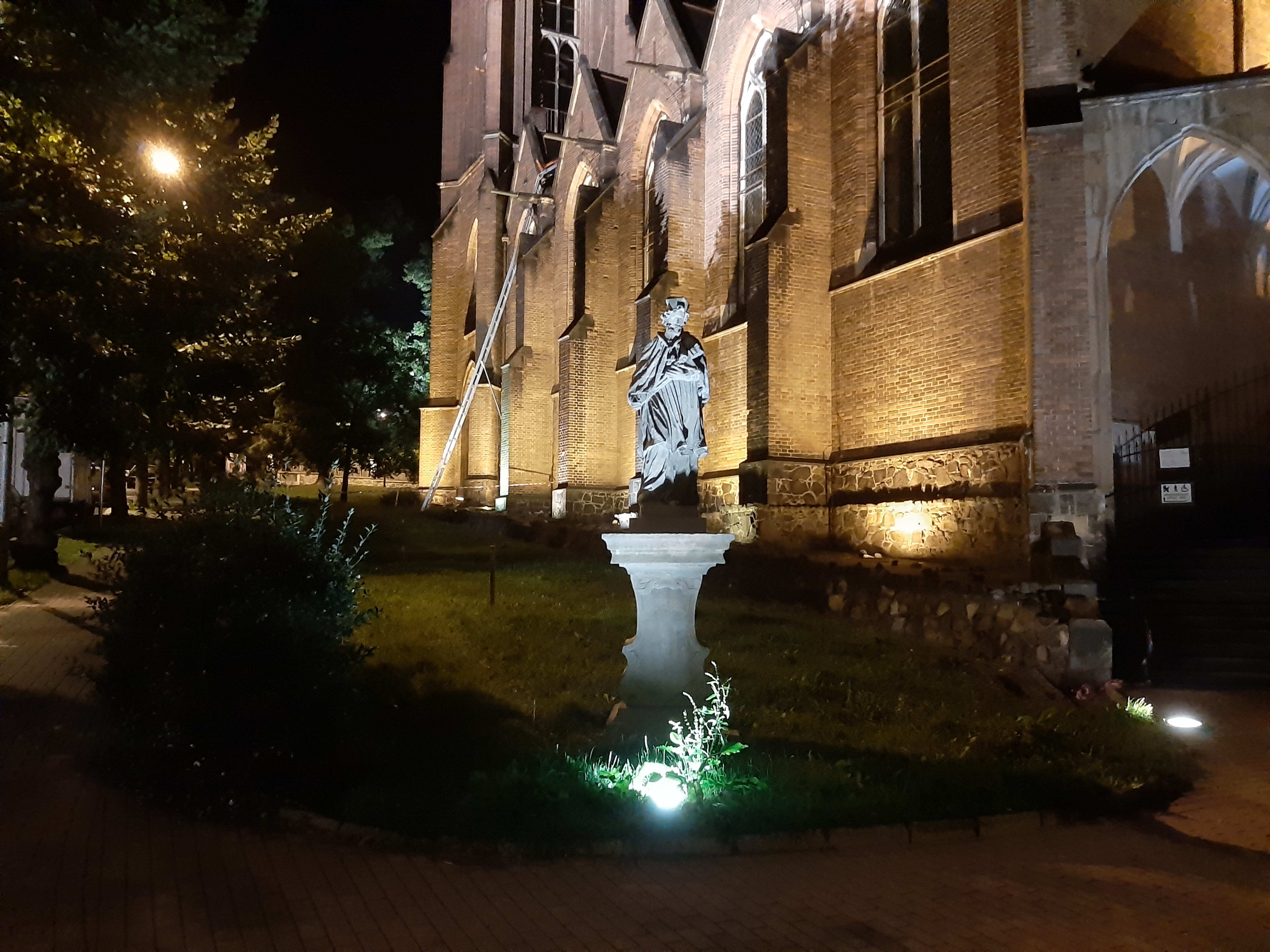
Nasvícená socha sv. Jana Nepomuckého